# Symfonie nr. 2 (Chatsjatoerjan)
Aram Chatsjatoerjan voltooide zijn Symfonie nr. 2 "De klok" in 1943. Hij reviseerde het werk direct na de première.

## Geschiedenis
De symfonie werd geschreven tijdens de Tweede Wereldoorlog na de beëindiging van het Molotov-Ribbentroppact in 1941 toen Nazi-Duitsland de Sovjet-Unie binnenviel. Ze wordt daarom wel vergeleken met de Symfonie nr. 7 (voor wat betreft klank) en Symfonie nr. 8 (voor wat betreft thema) van Dmitri Sjostakovitsj en Symfonie nr/ 5 van Sergej Prokofjev. Chatsjatoerjan begon in de zomer van 1943 achter de piano en na afronding begon hij aan de orkestratie. Sjostakovitsj en Prokofjev waren echter “echte Russen” , Chatsjatoerjan was afkomstig uit de Kaukasus. Alle de vier de symfonieën (exclusief Symfonie 7 van Sjostakovitsj) geven in sombere klanken de verschrikkingen van de oorlog mee, maar eindigen met de te verwachten overwinning van de Sovjet-Unie. De componisten waren wel verwijderd van het wapengekletter; Chatsjatoerjan schreef de symfonie grotendeels in Ivanovo in een verblijfplaats van de Sovjet Componistenbond, waar ook zijn twee collegae schreven.
Deel 1, het Andante maestoso, laat direct horen waarom de subtitel "De klok" werd gegeven. De buisklokken laten een onheilspellende waarschuwing horen in dalende structuur As-F-F-D, een motief dat de hele symfonie draagt, maar met name in de opening en de finale het orkest overstemd. De lage strijkinstrumenten nemen zetten vlak daarna hun tegenthema in e mineur. De somberheid wordt hier en daar losgelaten in dansachtige ritmen en eindigt in een luide climax. Het tweede deel, het scherzo in Allegro risoluto, is door haar toonsoorten C majeur en E majeur (in het trio) optimistischer van aard, maar de dreiging blijft. Deel 3, Andante sostenuto, heeft de klank van een langzame opkomende en wegstervende begrafenismars in mineur met in het hart een Dies Irae. Het deel is gebaseerd op een Azeri volksliedje. De componist gaf zelf aan dat het als zodanig geen programmamuziek is, maar dat hij natuurlijk wel werd beïnvloed door de verschrikkingen van de oorlog. De finale, versnellend van Andante mosso naar Allegro sostenuto en vertragend tot een afsluitend maestoso, laat met veel koper de overwinning klinken, ook weer in C en E majeur. Ook dan duikt het klokkenmotief weer op. De bijnaam kreeg het overigens na een opmerking van Georgi Choebov.
De eerste uitvoering werd gegeven op 30 december 1943 door het Academisch Symfonieorkest van de Russische Federatie onder leiding van Boris Chaikin, plaats van handeling was de grote zaal van het Conservatorium van Moskou. Direct daarna begon de componist (verder) te sleutelen aan. Het Andante risoluto was oorspronkelijk het derde deel, maar werd enigszins ingekort het tweede deel. Op 6 maart 1944 was deze versie voor het eerst te horen uitgevoerd door hetzelfde orkest maar dan onder leiding van Aleksandr Gaoek. In 1946 kreeg het werk de Stalinprijs toebedeeld. In 1969 liep de componist het nog een keer na en sneed nog enkele passages met name in de finale weg.    
Chatsjatoerjan schreef de suite voor een symfonieorkest:
- 3 dwarsfluiten (III ook piccolo), 3 hobo's (III ook althobo), 4 klarinetten (III ook esklarinet, IV ook basklarinet), 2 fagotten
- 4 hoorns, 3 trompetten, 3 trombones, 1 tuba
- pauken, percussie, 2 harpen , piano
- violen, altviolen, celli, contrabassen

Van het werk is een tiental opnamen in omloop, lang zoveel niet als de “concurrerende” werken van Sjostakovistj (meer dan 60) en Prokofkev (meer dan 100).